# Massimeno
Massimeno là một đô thị ở tỉnh Trento ở vùng Trentino-Alto Adige/Südtirol của Ý, tọa lạc cách 30 km về phía tây bắc của Trento. Tại thời điểm ngày 31 tháng 12 năm 2004, đô thị này có dân số 106 người và diện tích là 21,4 km².
Massimeno giáp các đô thị: Giustino, Spiazzo, Strembo, Caderzone, Daone, Bocenago, Pelugo và Bleggio Inferiore.